# Someone Somewhere in Summertime
Someone Somewhere in Summertime är en låt av den brittiska gruppen Simple Minds. Den utgavs i november 1982 som den tredje singeln från albumet New Gold Dream (81-82-83-84). 
Den blev inte lika framgångsrik  som de två föregående singlarna Promised You a Miracle och Glittering Prize, men den låg fem veckor på brittiska singellistan med som högst en 36:e placering.
Någon musikvideo till låten gjorde gruppen aldrig eftersom de var upptagna med att förbereda sig för en turné. En liveversion inspelad 1982 finns med på dvd:n Seen the Lights: A Visual history (2003).
Titeln på låten har skrivits på olika sätt. Albumtiteln är Someone Somewhere In Summertime medan den på singelutgåvorna skrivs Someone Somewhere (In Summertime).

## Utgåvor
7" singel Virgin VS 538 (även utgiven med posteromslag)
1. Someone Somewhere (In Summertime)  (4:35)
2. King Is White And In The Crowd [Session] (5:18)

7" bildskiva Virgin VSY 538
1. Someone Somewhere (In Summertime)  (4:35)
2. King Is White And In The Crowd [Session] (5:18)

12" singel Virgin VS 538-12
1. Someone Somewhere (In Summertime) [Extended] (6:02)
2. King Is White And In The Crowd [Session] (5:18)
3. Soundtrack For Every Heaven  (4:55)